# Parkhaus Hillmannplatz

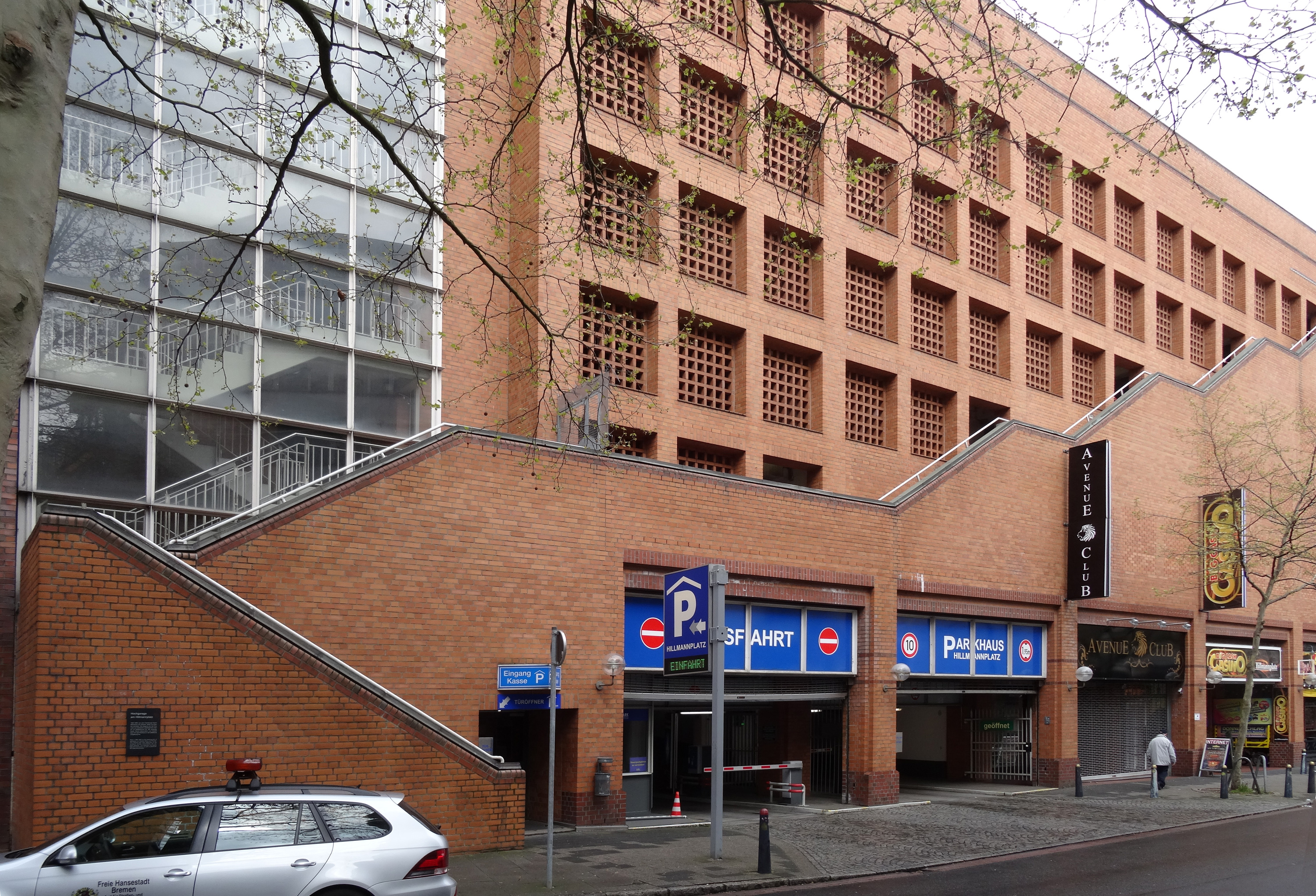
Parkhaus am Hillmannplatz

Die Parkhaus Hillmannplatz in Bremen-Mitte, am Hillmannplatz, steht zentral, nahe dem Bremer Hauptbahnhof. Die Hochgarage gehört zu den architektonisch bedeutenden Bremer Bauwerken.

## Geschichte
In zentraler städtischer Lage entstand 1984 nach Plänen des Architekten Meinhard von Gerkan vom Büro Gerkan, Marg und Partner (Hamburg) ein siebengeschossiges Parkhaus mit 363 Plätzen für die Contipark Unternehmensgruppe. Architektonisch ist das Gebäude mit seinem doppelten Raster der Ziegelarchitektur klar gegliedert. Eine vor der Hauptfassade angeordnete freie Treppe mit seiner Schräge, die Arkaden im Erdgeschoss und der Kontrast zwischen Ziegelbaukörper und den beiden herausgehobenen gläsernen Treppenhäusern geben dem Bauwerk gestalterische Tiefe, Plastizität und Dynamik.
Der architekturführer bremen schreibt dazu: „Den Architekten gelingt es, der banalen Bauaufgabe Parkhaus und dem schlichten Baukörper, den sie in der Regel zeitigt, einen beachtlichen architektonischen Mehrwert abzuringen.“